# Grupo Nórdico de Finanzas

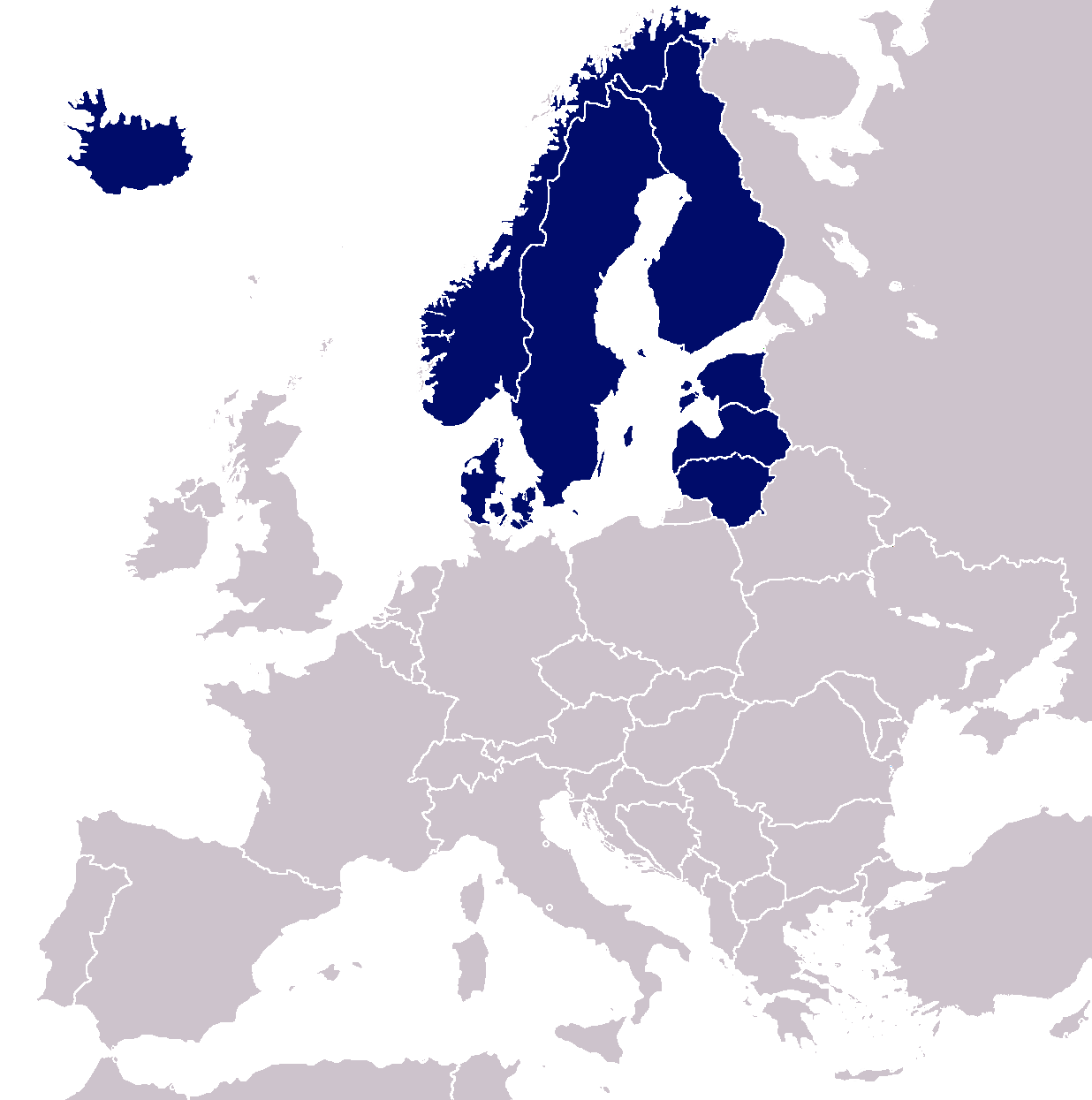
Miembros del NIB en 2005

El Grupo Nórdico de Finanzas consta de 4 instituciones financieras internacionales con sede en el mismo barrio de Helsinki. Las instituciones del Grupo ofrecen diferentes tipos de financiación y de competencias. Forman el Grupo las siguientes instituciones: 
- El Banco Nórdico de Inversión (NIB por sus siglas en inglés) es una institución financiera internacional que toma dinero prestado en los mercados de capitales internacionales y posteriormente lo presta a interés para mejorar la competitividad de sus países miembros.
- El Fondo Nórdico de Desarrollo (NDF por sus siglas en inglés) es una organización multilateral de financiación del desarrollo que proporciona donaciones para la financiación de proyectos climáticos en países pobres.
- La Corporación Nórdica de Financiación Medioambiental (NEFCO por sus siglas en inglés) es una institución de capital riesgo que financia proyectos medioambientales medianos y pequeños con valor de demostración[2] en Europa central y oriental.
- El Fondo Nórdico de Proyectos (Nopef por el acrónimo que emplea) es una organización que trabaja para reforzar la competitividad internacional de las pymes nórdicas[3] proporcionándoles, en condiciones favorables, préstamos para cofinanciar estudios de viabilidad.

NDF, Nefco y Nopef pertenecen a los siguientes países nórdicos: Dinamarca, Finlandia, Islandia, Noruega y Suecia. Del NIB también son miembros Estonia, Letonia y Lituania.
El Grupo Nórdico de Finanzas (traducción al español del nombre de una organización internacional) no debe confundirse con la empresa privada Nordic Finance Group, Ltd., cuya denominación no se traduce al hablar en español de ella, y que es una compañía dedicada a la planificación fiscal.